# Coppa Europa dei 10000 metri
La Coppa Europa dei 10000 metri (European 10000m Cup) è una competizione di 10000 metri piani, organizzata annualmente dalla European Athletics Association.

## Scopo della manifestazione
Come per la maratona (Coppa Europa di maratona), le prove multiple (Coppa Europa di prove multiple), la marcia (Coppa Europa di marcia), e cioè le competizioni che in atletica leggera per motivi di tempo non trovano spazio nel programma della Coppa Europa di atletica leggera, anche per i 10000 metri viene organizzata una Coppa Europa a parte.

## Edizioni
Fino al 1995 la gara dei 10000 metri ha fatto parte del programma della Coppa Europa di atletica leggera.
| Edizione | Anno | Sede          | Nazione            | Data      |
| -------- | ---- | ------------- | ------------------ | --------- |
| 1        | 1997 | Barakaldo     | Spagna             | 5 aprile  |
| 2        | 1998 | Lisbona       | Portogallo         | 4 aprile  |
| 3        | 1999 | Barakaldo     | Spagna             | 10 aprile |
| 4        | 2000 | Lisbona       | Portogallo         | 1º aprile |
| 5        | 2001 | Barakaldo     | Spagna             | 7 aprile  |
| 6        | 2002 | Camaiore      | Italia             | 6 aprile  |
| 7        | 2003 | Atene         | Grecia             | 12 aprile |
| 8        | 2004 | Maribor       | Slovenia           | 3 aprile  |
| 9        | 2005 | Barakaldo     | Spagna             | 2 aprile  |
| 10       | 2006 | Adalia        | Turchia            | 15 aprile |
| 11       | 2007 | Ferrara       | Italia             | 7 aprile  |
| 12       | 2008 | Istanbul      | Turchia            | 12 aprile |
| 13       | 2009 | Ribeira Brava | Portogallo         | 6 giugno  |
| 14       | 2010 | Marsiglia     | Francia            | 5 giugno  |
| 15       | 2011 | Oslo          | Norvegia           | 4 giugno  |
| 16       | 2012 | Bilbao        | Spagna             | 3 giugno  |
| 17       | 2013 | Pravec        | Bulgaria           | 8 giugno  |
| 18       | 2014 | Skopje        | Macedonia del Nord | 7 giugno  |
| 19       | 2015 | Cagliari      | Italia             | 6 giugno  |
| 20       | 2016 | Mersina       | Turchia            | 5 giugno  |
| 21       | 2017 | Minsk         | Bielorussia        | 10 giugno |
| 22       | 2018 | Londra        | Regno Unito        | 19 maggio |
| 23       | 2019 | Londra        | Regno Unito        | 6 luglio  |
| -        | 2020 | Londra        | Regno Unito        | -         |
| 24       | 2021 | Birmingham    | Regno Unito        | 5 giugno  |
| 25       | 2022 | Pacé          | Francia            | 28 maggio |
| 26       | 2023 | Pacé          | Francia            | 3 giugno  |
| 27       | 2025 | Pacé          | Francia            | 24 maggio |